# Гобби, Тито
Ти́то Го́бби (итал. Tito Gobbi; 24 октября 1913, Бассано-дель-Граппа, Венеция — 5 марта 1984, Рим) — итальянский оперный певец-баритон, режиссёр-постановщик, актёр кино и телевидения. Один из  самых востребованных оперных певцов середины XX века, славился диапазоном исполняемых ролей (от комических до трагических), искусными актёрскими перевоплощениями, мастерством фразировки, неисчислимым богатством вокальных оттенков.

## Биография
Получил юридическое образование в университете Падуи. Первое публичное выступление на сцене городского театра Губбио в партии Родольфо («Сомнамбула» Беллини) датировано 15 мая 1935 года; в трёх постановках 1935 года Гобби пел басом, но уже в 1936 остановился на карьере баритона. С 15 января 1936 выступал в третьестепенных партиях на сцене миланского театра «Ла Скала».
В 1936 году получил 1-ю премию на международном конкурсе вокалистов в Вене; в июне того же года получил первую партию в римском театре Адриано — Жоржа Жермона в «Травиате» Верди. В 1937 г. выходит первый из 26 фильмов-опер с участием Гобби — «Кондотьеры» Джузеппе Бечче, съёмки которого заняли семь месяцев.
С 1937 до конца 1950-х годов регулярно пел в Римском оперном театре, с мая 1938 — первые партии (Марсель в «Богеме», Данкайро в «Кармен»). Неоднократно выступал в термах Каракаллы в масштабных постановках под открытым небом, часто ставившихся при режиме Муссолини. В 1941 году выступал в Венеции и Палермо, а также за границей — в Берлине. Впервые солировал в «Ла Скала» 4 апреля 1942 года (роль Белькоре в «Любовном напитке» Доницетти). 
Широкую известность получил, исполнив (на немецком) заглавную роль в итальянской премьере «Воццека» (Рим, 1942). Освоил как классический репертуар итальянского бельканто, так и оперы современных итальянских композиторов. Удивлял современников не характерной для оперного театра того времени глубиной вживания в роли: многие воспринимали его не только (и не столько) как певца, сколько как актёра. 
После войны, в феврале 1948 года, впервые выступил в Лондоне и Ливерпуле и записал цикл арий в лондонской студии EMI Abbey Road. В том же году гастролировал в США, ЮАР и Швеции. В 1950—1951 вновь выступал с сольными концертами в Лондоне, а также в Зальцбурге, Висбадене, Мюнхене и др., совершил полугодовое турне по Южной Америке. 
С середины 1950-х годов Гобби проводил почти весь сезон в международных турне, лишь изредка появляясь на итальянской сцене. В этот период наиболее популярными партиями Гобби были Яго («Отелло») и злодейский барон Скарпиа («Тоска»); за свою жизнь он исполнил партию Скарпиа более 900 раз (включая концертные исполнения и фильм Франко Дзеффирелли 1964 года). Всего в его репертуаре было свыше сотни ролей, в том числе в операх Прокофьева и Вагнера. Часто сотрудничал с дирижёром Гербертом фон Караяном.
Когда в конце 1960-х годов голос Гобби начал утрачивать богатство тембра, певец сократил сольные выступления и занялся оперной режиссурой, работая на базе «Чикагской лирической оперы». Первой постановкой для него стал «Джанни Скикки» Пуччини (1970), в котором Гобби сам исполнял титульную партию. В постановке Гобби чикагская труппа исполняла «Тоску», «Фальстафа», «Бал-маскарад» и другие классические оперы. В последний раз маэстро солировал в роли Фальстафа в Амстердаме в 1977 году.
Тито Гобби и его коллега по «Ла Скала», Борис Христов, были женаты на дочерях музыковеда Рафаэля де Ренсиса. В последние годы жизни Гобби подготовил книгу воспоминаний (1979) и книгу «Мир итальянской оперы» (рус. пер. 1989), в которой со знанием дела разобрал знаменитые оперы итальянского репертуара и обстоятельства их создания. Введён в Зал славы журнала «Gramophone».